# Rząd Mārisa Kučinskisa
Rząd Mārisa Kučinskisa (łot. Kučinska Ministru kabinets) – centroprawicowy gabinet koalicyjny rządzący Łotwą od 11 lutego 2016 do 23 stycznia 2019.

## Historia
W wyniku wyborów parlamentarnych z 4 października 2014, które wygrały dotychczasowe partie rządzące, stworzony został drugi rząd Laimdoty Straujumy. Koalicję rządową utworzyły Jedność (V), Związek Zielonych i Rolników (ZZS) oraz Zjednoczenie Narodowe „Wszystko dla Łotwy!” – TB/LNNK (VA). 7 grudnia 2015 Laimdota Straujuma podała się do dymisji. Jej gabinet urzędował do 11 lutego 2016. Tego samego dnia zaprzysiężono nowy gabinet pod kierownictwem Mārisa Kučinskisa z ZZS, w którym dokonano pewnych zmian personalnych. Nowy rząd utworzyły te same ugrupowania, które wspierały gabinet Laimdoty Straujumy.
Po wyborach z 6 października 2018 rząd został zastąpiony przez gabinet Artursa Krišjānisa Kariņša, który rozpoczął urzędowanie 23 stycznia 2019.

## Skład gabinetu
Premier
- Māris Kučinskis (ZZS)

Wicepremier, minister gospodarki
- Arvils Ašeradens (V)

Minister obrony narodowej
- Raimonds Bergmanis (ZZS)

Minister spraw zagranicznych
- Edgars Rinkēvičs (V)

Minister finansów
- Dana Reizniece-Ozola (ZZS)

Minister spraw wewnętrznych
- Rihards Kozlovskis (V)

Minister oświaty i nauki
- Kārlis Šadurskis (V)

Minister kultury
- Dace Melbārde (NA)

Minister zabezpieczenia społecznego
- Jānis Reirs (V)

Minister transportu
- Uldis Augulis (ZZS)

Minister sprawiedliwości
- Dzintars Rasnačs (NA)

Minister zdrowia
- Guntis Belēvičs (ZZS, do 10 czerwca 2016), Anda Čakša (ZZS, od 11 lipca 2016)

Minister ochrony środowiska i rozwoju regionalnego
- Kaspars Gerhards (NA)

Minister rolnictwa
- Jānis Dūklavs (ZZS)